# Methodischer Zweifel
Methodischer Zweifel (auch Cartesischer Zweifel) bezeichnet ein Verfahren, welches René Descartes in seinen Meditationen über die erste Philosophie (Meditationes de prima philosophia) anwendet. Der Anwender dieses Verfahrens soll an der Existenz von allem zweifeln, was in irgendeiner Weise dem Irrtum unterliegen könnte. Dies hat Ähnlichkeiten mit dem Skeptizismus und wird im Allgemeinen als Rationalismus bezeichnet.

## Der methodische Zweifel bei Descartes
Das Ziel des Projektes ist es, alles vermeintliche Wissen zunächst zu hinterfragen, um ausgehend von einem zu ermittelnden sicheren Fundament den Wissensbestand bestmöglich zu rehabilitieren. Es soll also eine Neubegründung jeder Erkenntnis erfolgen. Descartes wendet zur Suche nach diesem sicheren Fluchtpunkt den methodischen Zweifel an, welchen er als schrittweisen Prozess des Anzweifelns aller Kognitionen versteht. Descartes zweifelt wohlgemerkt lediglich methodisch, das heißt vornehmlich im Sinne eines Gedankenexperiments und weniger eines tatsächlichen Infragestellens der Wirklichkeit. Die Unternehmung lässt sich in drei Phasen gliedern:
1. Zweifel an den Sinnen. Da sich die physischen Sinne erfahrungsgemäß als unzuverlässig erweisen, also beispielsweise optische Täuschungen möglich sind, können Wahrnehmungen dieser Art nicht als unbezweifelbarer Ausgangspunkt fungieren. Jede sinnliche Wahrnehmung ist womöglich unzutreffend, weshalb Descartes diese vorläufig ablegt.
2. Zweifel am kognitiven Zustand. Dieser Schritt wird oft als Traumargument bezeichnet. Descartes stellt fest, dass es scheinbar kein effektives Kriterium gibt, mit dem sich zuverlässig feststellen ließe, ob man gerade wach ist oder träumt oder aus sonstigen Gründen Illusionen anheimgefallen ist. Damit erweisen sich auch rationale Erkenntnisse als prinzipiell bezweifelbar.
3. Zweifel an der kognitiven Autonomie. Die Gültigkeit der Logik sowie der Mathematik scheint zwar in jedem kognitiven Zustand gewährleistet zu sein und universellen Charakter zu haben, jedoch wäre es denkbar, dass diese Konzepte unzutreffend sind und uns durch einen Genius malignus (lat. etwa für ‚böser Geist‘) vorgetäuscht werden.

Nachdem er diese Kognitionen vorläufig aussetzt, bleibt nur noch das zweifelnde Subjekt übrig. Aus der Tatsache des Zweifelns bzw. Denkens geht die Tatsache der Existenz des Zweifelnden evident hervor. Zusammengefasst wird dies in der Formulierung Cogito ergo sum („Ich denke, also bin ich“). Das Da-sein eines Subjektes wird von Descartes als erste unbezweifelbare Wahrheit identifiziert.
Descartes fordert dazu auf, dass jede Person wenigstens einmal im Leben mittels des methodischen Zweifels das Fundament der eigenen Urteile überprüfen solle. Diesbezüglich unterstellt er dem Menschen eine moralische Verantwortung.

## Vorformen und Vorläufer

### Aurelius Augustinus (354–430)
„Eine Vor- oder Urform“ des cartesischen Arguments findet sich bereits beim Kirchenvater Augustinus, der bereits mit seinem Si fallor, sum. (De civitate dei, XI. 26) argumentiert, dass, selbst wenn jemand in allem irrt, er dennoch ein Irrender ist.
„Wenn ich mich nämlich täusche, dann bin ich. Denn wer nicht ist, kann sich natürlich auch nicht täuschen; und demnach bin ich, wenn ich mich täusche. Weil ich also bin, wenn ich mich täusche, wie sollte ich mich über mein Sein irren, da es doch gewiss ist, gerade wenn ich mich irre. Also selbst wenn ich mich irrte, so müsste ich doch eben sein, um mich irren zu können, und demnach irre ich mich ohne Zweifel nicht in dem Bewusstsein, dass ich bin.“ (De civitate dei, XI. 26)
An anderer Stelle:
„Wenn ich mich täusche bzw. wenn ich getäuscht werde, bin ich.“

### Francis Bacon (1561–1626)
Teilweise wird Francis Bacon in Zusammenhang mit dem methodischen Zweifel gebracht. Sowohl Descartes’ Meditationen als auch Bacons Novum Organum verfolgen die Absicht, Wissensbestände neu zu legitimieren und raten dafür eine systematische Auseinandersetzung mit der Zuverlässigkeit menschlichen Erkennens an. Für beide ist das Zweifeln das tragende Motiv: Die Zweifelslehre bei Bacon wurde bei Descartes zum „Zweifelszwang“, der „Zwangsverdacht“ zur Methode. Bacons Herangehensweise ist allerdings praktischer, das heißt quasi-psychologischer Natur, während Descartes abstrakt und theoretisch argumentiert. Bacon wird auch als empirisches Pendant zum Rationalisten Descartes gehandelt.

## Kritik
Obgleich der methodische Zweifel weitreichende Folgen für das Denken der Aufklärung hatte und dieser in großen Teilen als epistemologisches Fundament diente, wurde die Praxis von vielen philosophischen Perspektiven kritisiert. So bemerken Descartes’ Kritiker, dass dieser methodische Zweifel letzten Endes wieder zu ähnlichen Ergebnisse führe, wie sie dogmatische Philosophen – auch ohne zu zweifeln – schon zuvor behauptet hatten. Auch performative Schwachstellen wurden mehrfach postuliert:

### Hobbes (1588–1679)
Thomas Hobbes wendet sich gegen die Gleichsetzung der Begriffe „Idee“ und „Bild“ hinsichtlich Descartes’ Gottesbeweises. Da Gott nach Hobbes eine Idee ohne Bildlichkeit sei, könne diese keineswegs durch ein Subjekt wahrgenommen werden, womit die Existenz Gottes unbewiesen und dadurch die Rehabilitation der Logik hinfällig würde.

### Gassendi (1592–1655)
Pierre Gassendi warf Descartes vor, dass er Vorurteile nicht überwindet, sondern nur durch ein anderes ersetzt. Die Behauptung, Vorurteile seien prinzipiell falsch, ist nach Gassendis Dafürhalten wiederum ein Vorurteil, welches nicht abgelegt, sondern sogar instrumentalisiert wird, wodurch der methodische Zweifel seinem Anspruch nicht mehr gerecht wird.

### Hegel (1770–1831)
Hegel mahnt an, dass der Vorsatz, an allem zu zweifeln, bereits eine Entität darstellt, die aus der zu bezweifelnden Sphäre stammt. Die Methodik müsse schließlich auch sich selbst anzweifeln, wodurch bedingt durch die Natur des Zweifelns selbst niemals ein sicherer Grund zustande kommen könne; jede Erkenntnis wäre prinzipiell vage, wodurch der methodische Zweifel einen infiniten Regress zur Konsequenz hätte.

### David Hume (1711–1776)
Von David Hume wurde infrage gestellt, ob der radikale Zweifel überhaupt durchzuführen sei. Entsprechend seiner eigenen Position des Sensualismus argumentiert er, dass Denkoperationen nur ausgehend und auf Grundlage von sinnlichen Erfahrungen möglich seien, weswegen ein Denken ohne Rückgriff auf empirisch gewonnene Kognitionen in einem performativen Widerspruch führt.

### Postmoderne
Die Strömung der philosophischen Postmoderne zeichnet sich insgesamt durch einen latenten bis expliziten Anti-Cartesianismus aus. Da das Subjekt beispielsweise laut Michel Foucault durch diskursive Prozesse mittels Machtkonstellationen konstituiert wird, kann dieses nicht a priori angenommen werden.